# Opzione call
Un'opzione call è uno strumento derivato in base al quale l'acquirente dell'opzione acquista il diritto, ma non l'obbligo, di acquistare un titolo (detto sottostante) a un dato prezzo d'esercizio (in inglese strike price). Al fine di acquisire tale diritto, l'acquirente paga una somma detta premio.
Esempio:
Il Titolo A ad oggi vale € 3; pagando € 0,50 vi è la possibilità di acquistarlo fra un mese a € 3,60. Se fra un mese il titolo varrà più di € 3,60 sarà conveniente acquistare il titolo potendo rivenderlo sul mercato ad una cifra più alta. Se il titolo varrà più di € 4,10 (€ 3,60 + € 0,50), l'operazione si chiuderà con un utile.
Attraverso l'opzione call vengono costruiti molti contratti derivati in cui la base comune è il diritto di acquisto del sottostante. Il diritto può essere esercitato a seconda del tempo in più modi: alla fine del periodo, ad intervalli regolari o durante tutto il periodo. I derivati costruiti tramite opzioni call possono essere caratterizzati da diversi livelli di leva finanziaria.

## Payoff a scadenza
Un'opzione call ha valore monetario positivo se alla scadenza il prezzo {\displaystyle \ S} del sottostante è maggiore del prezzo d'esercizio {\displaystyle \ K}; ne consegue che il payoff dell'opzione, alla scadenza del contratto, è dato da:
{\displaystyle \ \max(S-K,0)=(S-K)^{+}}
Il grafico illustra schematicamente il payoff a scadenza dell'opzione call, in funzione del prezzo del sottostante.

## Stili
Un'opzione call (così come un'opzione put) può presentarsi in diversi stili. Tra le tipologie di maggior rilevanza nella prassi si hanno l'opzione call europea, che può essere esercitata solamente a una certa data, detta scadenza (in inglese maturity), e l'opzione call americana, che può essere esercitata in qualunque momento tra la stipula del contratto e la scadenza. Contratti più complessi vanno sotto il nome di opzioni call di tipo asiatico, Bermuda, e altri ancora.

## Prezzo di un'opzione call europea
La matematica finanziaria propone diversi modelli per determinare il prezzo di un'opzione; il più noto è certamente il modello di Black e Scholes per la valutazione di opzioni di tipo europeo, fondato sull'ipotesi che il prezzo del titolo sottostante segua un moto browniano geometrico. In base a tale modello, il prezzo di un'opzione call di tipo europeo è dato da:
{\displaystyle \ C(S_{t},t)=S_{t}N(d_{1})-Ke^{-r(T-t)}N(d_{2})}
dove {\displaystyle \ S_{t}} è il prezzo del sottostante, {\displaystyle \ t} l'istante in cui l'opzione è valutata, {\displaystyle \ T} la scadenza, {\displaystyle \ K} è il prezzo d'esercizio, {\displaystyle \ r} il tasso d'interesse a breve termine (su base annua), supposto costante, {\displaystyle \ N(\cdot )} indica la funzione di ripartizione di una Gaussiana standard, e:
{\displaystyle \ d_{1}={\frac {\ln {\frac {S_{t}}{K}}+\left(r+{\frac {1}{2}}\sigma ^{2}\right)(T-t)}{\sigma {\sqrt {T-t}}}};\qquad d_{2}=d_{1}-\sigma {\sqrt {T-t}}}
dove {\displaystyle \ \sigma ^{2}} denota la varianza istantanea del prezzo del titolo sottostante. Un'analoga espressione si ha nel caso di un'opzione put di tipo europeo.
Oltre al modello di Black-Scholes, ve ne sono altri.